# Jindřich Burgundský (1035)
Jindřich Burgundský (1035 – 27. ledna 1070/1074), zvaný Chrabrý (le Damoiseau), byl nejstarším přeživším synem a dědicem Roberta I. Burgundského a jeho první manželky Helie ze Semuru, a vnukem francouzského krále Roberta II., člen rodu Kapetovců z burgundské větve. O jeho životě je známo málo, zemřel ještě před svým otcem, takže se nikdy nestal vévodou. Dva jeho synové se po smrti jeho otce stali burgundskými vévody, zatímco další syn se stal sňatkem s dcerou Alfonsa VI. Kastilského, Terezou, portugalským hrabětem.
Jméno Jindřichovy manželky je neznámé, ale mohla to být Sibyla nebo Klemencie. Jindřichova manželka zemřela po 6. červenci 1074.

## Rodina
Jindřich měl se svou manželkou několik potomků:
- Hugo I. Burgundský (1057–1093)
- Odo I. Burgundský (1058–1103)
- Robert Burgundský, biskup z Langres (1059–1111)
- Helie Burgundská, jeptiška (nar. 1061)
- Beatrix Burgundská (nar. 1063)
- Reginald Burgundský, opat z kláštera Flavigny (1065–1090)
- Jindřich Burgundský (1066–1112)